# Hans Lemp
Hans Lemp (ur. 11 grudnia 1928 w Vechcie, zm. 8 lipca 2014 tamże) – niemiecki polityk i samorządowiec, parlamentarzysta krajowy i europejski.

## Życiorys
Syn urzędnika podatkowego i gospodyni domowej. Na przełomie 1944 i 1945 służył w Reichsarbeitsdienst i Wehrmachcie. Po II wojnie światowej skierowany do pracy jako telefonista i asystent tłumacza dla brytyjskich wojsk okupacyjnych. Od 1949 do 1953 odbywał szkolenia z zakresu finansów i leśnictwa, pracował w administracji podatkowej. W 1961 został specjalistą ds. sprzedaży w przedsiębiorstwie mięsnym. Krótko działał w chadeckiej młodzieżówce Junge Union, w 1956 wstąpił do Socjaldemokratycznej Partii Niemiec. Zasiadał w radzie miejskiej Vechty (1964–1981) i radzie powiatu Vechta (1968–1975). W 1967 został deputowanym Bundestagu w miejsce zmarłego Güntera Frede, pozostał w nim do 1980. Był oddelegowany do Parlamencie Europejskiego (1977–1979) i Zgromadzenia Parlamentarnego Rady Europy (1977).
Był katolikiem. W 1953 poślubił Renate z domu Hüne, mieli piątkę dzieci.

## Odznaczenia
W 1983 odznaczony Krzyżem Zasługi I Klasy Orderu Zasługi Republiki Federalnej Niemiec.